# Partido Comunista de Turquía/Marxista-Leninista - Movimiento
El Partido Comunista de Turquía/Marxista-Leninista - Movimiento (en turco: Türkiye Komünist Partisi/Marksist-Leninist - Hareketi o TKP/ML-H) fue un partido comunista turco. El TKP/ML-Hareketi se fundó en 1976, a través de una división en el Partido Comunista de Turquía/Marxista-Leninista (TKP/ML). El TKP/ML-Hareketi quería alejarse de la ortodoxia maoísta del TKP/ML, y se alienó hacia conceptos como «Guerra Popular».

## Historia
En 1978, el TKP/ML-Hareketi comenzó a publicar Devrimci Halkın Birliği.
En 1978, una minoría se separó del TKP/ML-Hareketi y formó un nuevo partido, el Partido Comunista de Turquía/Marxista-Leninista (Nueva Organización de Reconstrucción) (TKP/ML (YİÖ)).
En 1979, el TKP/ML-Hareketi celebró su primera conferencia.
En 1980, el TKP/ML-Hareketi renunció al maoísmo. Para entonces, el partido había comenzado a apoyar la línea política del Partido del Trabajo de Albania (PTA). Sin embargo, a diferencia del Partido Comunista Revolucionario de Turquía (TDKP), la República Popular de Albania nunca los vio como afiliados oficiales. Tras el golpe de Estado de 1980, muchos de los principales cuadros del TKP/ML-Hareketi emigraron a Europa occidental.
Entre 1983 a 1984, el partido pasó por un período de conflicto interno. Esto impulsó a la Primera Conferencia Extraordinaria que se celebró en 1986.
En 1989, el partido firmó una declaración junto con el Movimiento de Trabajadores Comunistas de Turquía (TKİH), llamando a la unidad comunista. En 1990, el TKP/ML-Hareketi, el TKİH y el Movimiento de Trabajadores Comunistas Revolucionarios de Turquía (TDKİH) formaron un comité de coordinación con el fin de crear un partido unificado.
La Cuarta Conferencia del TKP/ML-Hareketi se celebró en 1991. La Quinta Conferencia celebrada en 1993 afirmó las intenciones de seguir adelante con los planes de fusión.
En septiembre de 1994, el TKP/ML-Hareketi y el TKİH se fusionaron para formar el MLKP-K.

## Actividad
El 27 de octubre de 1992, las fuerzas estatales turcas asesinaron a seis guerrilleros del TKP/ML-Hareketi en la provincia de Kilis.